# Kale-Heywat-Kirche
| Kale-Heywat-Kirche | Kale-Heywat-Kirche                          |
| ------------------ | ------------------------------------------- |
|                    |                                             |
| Basisdaten         |                                             |
| Mitgliedschaft:    | Evangelical Churches Fellowship of Ethiopia |
| Gemeinden:         | 7774 Gemeinden                              |
| Gemeindeglieder:   | 6,7 Mio.                                    |
| Gründungsjahr:     | 1937                                        |
| Internetauftritt:  | www.kolfekaleheywet.org                     |

Kale Heywat (auch: Kale Heywet) bedeutet „Worte des Lebens“. Es ist eine evangelische Kirche in Äthiopien, die aus der Arbeit der interkonfessionellen SIM (Sudan Interior Mission, heute: Serving in Mission) entstanden ist. 
Die Kirche steht den Baptisten nahe und ist auch aus der Mennoniten-Mission hervorgegangen. Zwischen 1927 und 1937 eröffnete die damalige Sudan Inland Mission (SIM) 16 Zentren. In der Hauptsache wurden Schulen und Kliniken gebaut und betrieben. 
Als Italien Äthiopien 1937 besetzte, wurden alle SIM-Missionare aus dem Land ausgewiesen. Nur ungefähr 75 getaufte Gläubige blieben zurück. Nach der Vertreibung der Italiener durch die Engländer 1943 stellten die zurückkehrenden Missionare fest, dass über 100 neue Gemeinden entstanden waren und tausende Gläubige auf ihre Taufe warteten. 
Verfolgung durch die orthodoxe Staatskirche und ab 1978 durch die Kommunisten und das Mengistu-Regime konnten das Wachstum der Gemeinden nicht verhindern. Die zerstörten Bibelschulen konnten bis heute alle wieder aufgebaut werden. 1995 hatte die Kale-Heywat-Kirche rund 3.780 Gemeinden mit über 3 Millionen getauften Mitgliedern. Noch heute besteht eine Zusammenarbeit mit Serving In Mission (SIM). Ziel der Kirche ist es, das Evangelium von Jesus Christus zu verbreiten und Menschen in seine Nachfolge zu rufen, damit sich das Reich Gottes ausbreitet.